# Rendezvous (Plan 9)
Il rendezvous è un meccanismo di sincronizzazione dei dati nel sistema operativo Plan 9 dei Bell Labs. Si tratta di una chiamata di sistema che permette a due processi di scambiarsi un singolo elemento di dati durante la sincronizzazione.

## Funzionamento
Una chiamata rendezvous prende, come suoi argomenti, un'etichetta (tag) e un valore. Il tag è in genere un indirizzo di memoria condiviso da entrambi i processi. Una chiamata rendezvous "addormenta" un processo, finché non si verifichi una seconda chiamata rendezvous con tag corrispondente. A questo punto, i valori vengono scambiati ed entrambi i processi vengono risvegliati.
Si possono creare meccanismi di sincronizzazione più complessi da questa operazione primitiva. Si veda anche l'esclusione reciproca.